# Blades Glacier
Blades Glacier är en glaciär i Antarktis. Den ligger i Västantarktis. Nya Zeeland gör anspråk på området. Blades Glacier ligger 609 meter över havet.
Terrängen runt Blades Glacier är platt söderut, men norrut är den kuperad. Trakten är obefolkad. Det finns inga samhällen i närheten.